# Zhongxiang
Zhongxiang (chinois : 钟祥市 ; pinyin : zhōngxiáng shì) est une ville-district de la province du Hubei en Chine. Elle est placée sous la juridiction de la ville-préfecture de Jingmen.

## Géographie
La ville-district comporte 1 quartier urbain (街道), 15 bourgs (镇), un canton ethnique (乡), le gouvernement municipal est situé dans le quartier urbain de Yingzhong (郢中街道.
- Quartier urbain de Yingzhong 郢中街道.
- Bourg de Yangzi 洋梓镇
- Bourg de Changshou 长寿镇
- Bourg de Fengle 丰乐镇
- Bourg de Huji 胡集镇
- Bourg de Shuanghe 双河镇
- Bourg de Linkuang 磷矿镇
- Bourg de Wenji 文集镇
- Bourg de Lengshui 冷水镇
- Bourg de Shipai 石牌镇
- Bourg de Jiukou 旧口镇
- Bourg de Chaihu 柴湖镇
- Bourg de Changtan 长滩镇
- Bourg de Dongqiao 东桥镇
- Bourg de Kedian 客店镇
- Bourg de Zhangji 张集镇
- Canton hui de Jiuli 九里回族乡

## Démographie
La population du district était de 1 060 684 habitants en 1999.